# 弗里尤勒群岛

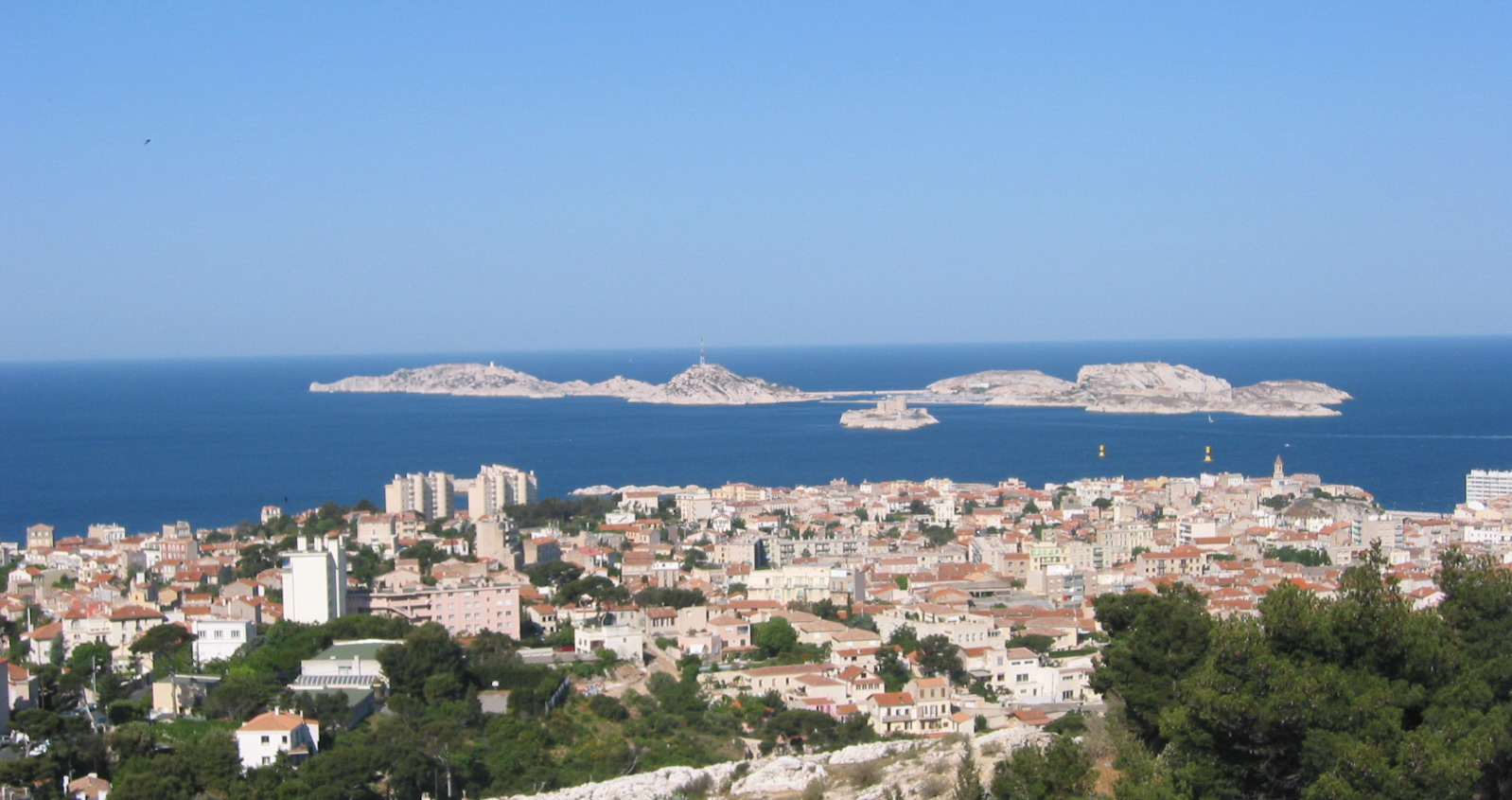

43°16′30″N 5°18′0″E / 43.27500°N 5.30000°E
弗里尤勒群島（法語：Îles du Frioul，法語發音：[il dy fʁijul]）是法國罗讷河口省的群島，位於地中海，由4座島嶼組成，距離馬賽約4公里，總面積2平方公里，2005年人口約100。

## 外部連結
- www.frioul.net （页面存档备份，存于） （法文）
- www.frequence-sud.fr, ferries to Frioul （页面存档备份，存于） （法文）